# Associazione Calcio Monza 1977-1978
Questa voce raccoglie le informazioni riguardanti l'Associazione Calcio Monza nelle competizioni ufficiali della stagione 1977-1978.

## Stagione
A una partenza lenta della squadra brianzola, caratterizzata da tre sconfitte consecutive all'esordio e la prima vittoria ottenuta alla sesta giornata, è seguita una graduale ascesa in classifica che ha portato il Monza ad inserirsi nell'ampio lotto di squadre in competizione per la promozione alle spalle dell'Ascoli, vero dominatore del campionato.
Malgrado una striscia di sette partite senza vittoria, dalla trentaquattresima giornata il Monza ha ottenuto tre vittorie consecutive, fra le quali il (4-2) inflitto all'Ascoli già promosso, che hanno portato la squadra al terzo posto, ultimo posto valido per la promozione. Perdendo alla penultima giornata del torneo un difficile incontro (2-0) con una Pistoiese in cerca di punti salvezza, il Monza ha subito il sorpasso dell'Avellino, classificandosi così al quarto posto con 42 punti, a due punti dagli irpini e quindi dalla promozione.
Con l'Ascoli che ha battuto quasi tutti i record del campionato cadetto, primo con 61 punti, sono salite in Serie A il Catanzaro e l'Avellino con 44 punti. Sono retrocesse la Cremonese, Il Como ed il Modena.
In Coppa Italia il Monza ha superato la prima fase vincendo il secondo girone di qualificazione, grazie a una vittoria (3-2) contro il Bologna nell'ultima giornata. Nel secondo turno i brianzoli hanno chiuso il girone all'ultimo posto, ottenendo una sola vittoria all'ultimo turno, contro una Fiorentina che era ancora in corsa per la finale. Il girone lo ha vinto l'Inter che nella finale dell'8 giugno a Roma ha battuto (2-1) il Napoli, vincendo il trofeo.

## Divise
| Manica sinistra · Maglietta · Maglietta · Manica destra · Pantaloncini · Calzettoni | Manica sinistra · Maglietta · Maglietta · Manica destra · Pantaloncini · Calzettoni |  |

## Rosa
| N. |                   | Ruolo | Calciatore           |
| -- | ----------------- | ----- | -------------------- |
|    | Italia (bandiera) | P     | Daniele Brivio       |
|    | Italia (bandiera) | P     | Roberto Incontri     |
|    | Italia (bandiera) | P     | Felice Pulici        |
|    | Italia (bandiera) | P     | Luigi Reali          |
|    | Italia (bandiera) | D     | Angelo Anquilletti   |
|    | Italia (bandiera) | D     | Guido Colombo        |
|    | Italia (bandiera) | D     | Eugenio Gamba        |
|    | Italia (bandiera) | D     | Enrico Lanzi         |
|    | Italia (bandiera) | D     | Giuseppe Pallavicini |
|    | Italia (bandiera) | D     | Giuliano Vincenzi    |
|    | Italia (bandiera) | D     | Efrem Vitali         |
|    | Italia (bandiera) | D     | Giuseppe Zandonà     |
|    | Italia (bandiera) | C     | Giovanni Ardemagni   |
|    | Italia (bandiera) | C     | Paolo Beruatto       |

| N. |                   | Ruolo | Calciatore        |
| -- | ----------------- | ----- | ----------------- |
|    | Italia (bandiera) | C     | Ezio Blangero     |
|    | Italia (bandiera) | C     | Marino Bracchi    |
|    | Italia (bandiera) | C     | Franco Cerilli    |
|    | Italia (bandiera) | C     | Walter De Vecchi  |
|    | Italia (bandiera) | C     | Giovanni Lorini   |
|    | Italia (bandiera) | C     | Milko Lainati     |
|    | Italia (bandiera) | C     | Maurizio Ronco    |
|    | Italia (bandiera) | C     | Enzo Scaini       |
|    | Italia (bandiera) | A     | Roberto Aliprandi |
|    | Italia (bandiera) | A     | Aldo Cantarutti   |
|    | Italia (bandiera) | A     | Duino Gorin       |
|    | Italia (bandiera) | A     | Mario Ongaro      |
|    | Italia (bandiera) | A     | Luigi Sanseverino |
|    | Italia (bandiera) | A     | Massimo Silva     |

## Risultati

### Serie B

#### Girone di andata
| Arbitro: | Pieri (Genova) |

|                |           |  |
| Bellinazzi 76’ | Marcatori |  |

| Arbitro: | Ciacci (Firenze) |

|            |           |                         |
| Scaini 66’ | Marcatori | 51’ Pozzato 54’ Petrini |

| Arbitro: | Prati (Parma) |

|                              |           |  |
| Osellame 50’ Magistrelli 50’ | Marcatori |  |

| Arbitro: | Patrussi (Arezzo) |

|            |           |                     |
| Scaini 25’ | Marcatori | 31’ (aut.) Vincenzi |

| Arbitro: | Lops (Torino) |

|                 |           |  |
| Passalacqua 86’ | Marcatori |  |

| Arbitro: | Lo Bello (Siracusa) |

|                             |           |              |
| Cantarutti 24’ Blangero 55’ | Marcatori | 31’ Nicolini |

| Como 23 ottobre 1977 7ª giornata | Como             | 0 – 0 referto | Monza | Stadio Giuseppe Sinigaglia\| Arbitro: \| Paparesta (Bari) \| |
| Arbitro:                         | Paparesta (Bari) |               |       |                                                              |

| Arbitro: | Milan (Treviso) |

|           |           |  |
| Gorin 32’ | Marcatori |  |

| Arbitro: | Tani (Livorno) |

|  |           |                     |
|  | Marcatori | 14’ Gorin 62’ Silva |

| Monza 13 novembre 1977 10ª giornata | Monza               | 0 – 0 referto | Sambenedettese | Stadio Gino Alfonso Sada\| Arbitro: \| Materassi (Firenze) \| |
| Arbitro:                            | Materassi (Firenze) |               |                |                                                               |

| Arbitro: | Trinchieri (Reggio Emilia) |

|                                |           |                           |
| Marchetti 10’ (rig.) Villa 90’ | Marcatori | 27’ Scaini 50’, 73’ Silva |

| Arbitro: | Lapi (Firenze) |

|                      |           |                        |
| Scaini 18’ Silva 86’ | Marcatori | 25’ Palanca 74’ Zanini |

| Arbitro: | Michelotti (Parma) |

|             |           |  |
| Orlandi 11’ | Marcatori |  |

| Arbitro: | Colasanti (Roma) |

|                     |           |                    |
| Lorini 6’ Silva 74’ | Marcatori | 44’ (rig.) Finardi |

| Arbitro: | Panzino (Catanzaro) |

|           |           |              |
| Silva 16’ | Marcatori | 35’ Crepaldi |

| Lecce 31 dicembre 1977 16ª giornata | Lecce          | 0 – 0 referto | Monza | Stadio Via del Mare\| Arbitro: \| Pieri (Genova) \| |
| Arbitro:                            | Pieri (Genova) |               |       |                                                     |

| Arbitro: | Schena (Foggia) |

|          |           |  |
| Ambu 11’ | Marcatori |  |

| Monza 15 gennaio 1978 18ª giornata | Monza           | 0 – 0 referto | Pistoiese | Stadio Gino Alfonso Sada\| Arbitro: \| Serafino (Roma) \| |
| Arbitro:                           | Serafino (Roma) |               |           |                                                           |

| Arbitro: | Prati (Parma) |

|                    |           |                                     |
| Panizza 48’ (rig.) | Marcatori | 26’, 82’ De Vecchi 76’ (rig.) Silva |

#### Girone di ritorno
| Arbitro: | Governa (Alessandria) |

|              |           |  |
| Blangero 44’ | Marcatori |  |

| Arbitro: | Paparesta (Bari) |

|                                |           |  |
| Ceccarelli 60’ Piangerelli 89’ | Marcatori |  |

| Arbitro: | Vitali (Bologna) |

|                               |           |                |
| Acanfora 34’ Silva 77’ (rig.) | Marcatori | 25’ Borsellino |

| Avellino 19 febbraio 1978 23ª giornata | Avellino           | 0 – 0 referto | Monza | Stadio Partenio\| Arbitro: \| Reggiani (Bologna) \| |
| Arbitro:                               | Reggiani (Bologna) |               |       |                                                     |

| Arbitro: | Pieri (Genova) |

|                           |           |  |
| Sanseverino 69’ Silva 77’ | Marcatori |  |

| Brescia 5 marzo 1978 25ª giornata | Brescia           | 0 – 0 referto | Monza | Stadio Mario Rigamonti\| Arbitro: \| Gussoni (Tradate) \| |
| Arbitro:                          | Gussoni (Tradate) |               |       |                                                           |

| Arbitro: | Terpin (Trieste) |

|           |           |  |
| Gorin 64’ | Marcatori |  |

| Arbitro: | Menegali (Roma) |

|                                    |           |                     |
| Pellegrini 12’ Vincenzi 43’ (aut.) | Marcatori | 18’ (aut.) Balestro |

| Arbitro: | Milan (Treviso) |

|          |           |                        |
| Silva 5’ | Marcatori | 44’ (rig.) Giovannelli |

| San Benedetto del Tronto 9 aprile 1978 29ª giornata | Sambenedettese | 0 – 0 referto | Monza | Stadio Fratelli Ballarin\| Arbitro: \| Lops (Torino) \| |
| Arbitro:                                            | Lops (Torino)  |               |       |                                                         |

| Monza 16 aprile 1978 30ª giornata | Monza         | 0 – 0 referto | Cagliari | Stadio Gino Alfonso Sada\| Arbitro: \| Redini (Pisa) \| |
| Arbitro:                          | Redini (Pisa) |               |          |                                                         |

| Arbitro: | Terpin (Trieste) |

|                       |           |  |
| Rossi 84’ Palanca 88’ | Marcatori |  |

| Monza 30 aprile 1978 32ª giornata | Monza            | 0 – 0 referto | Sampdoria | Stadio Gino Alfonso Sada\| Arbitro: \| Paparesta (Bari) \| |
| Arbitro:                          | Paparesta (Bari) |               |           |                                                            |

| Cremona 7 maggio 1978 33ª giornata | Cremonese           | 0 – 0 referto | Monza | Stadio Giovanni Zini\| Arbitro: \| Lo Bello (Siracusa) \| |
| Arbitro:                           | Lo Bello (Siracusa) |               |       |                                                           |

| Arbitro: | Lapi (Firenze) |

|  |           |           |
|  | Marcatori | 89’ Silva |

| Arbitro: | Michelotti (Parma) |

|                      |           |  |
| De Vecchi 24’ (rig.) | Marcatori |  |

| Arbitro: | Menegali (Roma) |

|                                             |           |                          |
| Scorsa 18’ (aut.) Silva 58’, 68’ Lorini 90’ | Marcatori | 47’ Ambu 74’ (rig.) Moro |

| Arbitro: | Michelotti (Parma) |

|                  |           |  |
| Ferrari 44’, 51’ | Marcatori |  |

| Arbitro: | Ciacci (Firenze) |

|                                          |           |  |
| Scaini 18’ Cantarutti 24’ Silva 50’, 84’ | Marcatori |  |

### Coppa Italia

#### Prima fase a gironi
| Arbitro: | Celli (Trieste) |

|                                           |           |  |
| Scaini 12’ Sanseverino 48’ Cantarutti 60’ | Marcatori |  |

| Arbitro: | Schena (Foggia) |

|                                               |           |                |
| Agostinelli 34’ (rig.) Anquilletti 51’ (aut.) | Marcatori | 43’ Cantarutti |

| Varese 28 agosto 1977 3ª giornata | Varese                | 0 – 0 referto | Monza | Stadio Franco Ossola\| Arbitro: \| Governa (Alessandria) \| |
| Arbitro:                          | Governa (Alessandria) |               |       |                                                             |

| 31 agosto 1977 4ª giornata |  | – Riposo |  |  |

| Arbitro: | Agnolin (Bassano del Grappa) |

|                                             |           |                         |
| Silva 23’ Bellugi 40’ (aut.) Cantarutti 71’ | Marcatori | 61’ Fiorini 62’ Maselli |

#### Seconda fase a gironi
| Arbitro: | Falasca (Chieti) |

|                 |           |                                                |
| Sanseverino 66’ | Marcatori | 32’ P. Pulici 40’ F. Graziani 53’ (aut.) Gamba |

| Arbitro: | Celli (Trieste) |

|  |           |                         |
|  | Marcatori | 65’ Anastasi 76’ Muraro |

| Arbitro: | Simini (Torino) |

|                                 |           |  |
| Della Martira 62’ Sacchetti 76’ | Marcatori |  |

| Arbitro: | Materassi (Firenze) |

|                    |           |              |
| Mozzini 51’ (rig.) | Marcatori | 84’ Acanfora |

| Arbitro: | Governa (Alessandria) |

|                                    |           |  |
| Muraro 10’ Pavone 32’ Anastasi 38’ | Marcatori |  |

| Arbitro: | Lanese (Messina) |

|                                          |           |                      |
| Blangero 32’ Cantarutti 43’ Acanfora 78’ | Marcatori | 2’, 86’ (rig.) Sella |

## Statistiche

### Statistiche di squadra
| Competizione | Punti | In casa | In casa | In casa | In casa | In casa | In casa | In trasferta | In trasferta | In trasferta | In trasferta | In trasferta | In trasferta | Totale | Totale | Totale | Totale | Totale | Totale | DR |
| Competizione | Punti | G       | V       | N       | P       | Gf      | Gs      | G            | V            | N            | P            | Gf           | Gs           | G      | V      | N      | P      | Gf     | Gs     | DR |
| ------------ | ----- | ------- | ------- | ------- | ------- | ------- | ------- | ------------ | ------------ | ------------ | ------------ | ------------ | ------------ | ------ | ------ | ------ | ------ | ------ | ------ | -- |
| Serie B      | 42    | 19      | 10      | 8       | 1       | 26      | 12      | 19           | 4            | 6            | 9            | 10           | 17           | 38     | 14     | 14     | 10     | 36     | 29     | +7 |
| Coppa Italia |       | 5       | 3       | 0       | 2       | 10      | 9       | 5            | 0            | 2            | 3            | 2            | 8            | 10     | 3      | 2      | 5      | 12     | 17     | -5 |
| Totale       | -     | 24      | 13      | 8       | 3       | 36      | 21      | 24           | 4            | 8            | 12           | 12           | 25           | 48     | 17     | 16     | 15     | 48     | 46     | +2 |

### Andamento in campionato
| Giornata  | 1  | 2  | 3  | 4  | 5  | 6  | 7  | 8  | 9  | 10 | 11 | 12 | 13 | 14 | 15 | 16 | 17 | 18 | 19 | 20 | 21 | 22 | 23 | 24 | 25 | 26 | 27 | 28 | 29 | 30 | 31 | 32 | 33 | 34 | 35 | 36 | 37 | 38 |
| --------- | -- | -- | -- | -- | -- | -- | -- | -- | -- | -- | -- | -- | -- | -- | -- | -- | -- | -- | -- | -- | -- | -- | -- | -- | -- | -- | -- | -- | -- | -- | -- | -- | -- | -- | -- | -- | -- | -- |
| Luogo     | T  | C  | T  | C  | T  | C  | T  | C  | T  | C  | T  | C  | T  | C  | C  | T  | T  | C  | T  | C  | T  | C  | T  | C  | T  | C  | T  | T  | C  | T  | C  | T  | C  | C  | T  | T  | C  | T  |
| Risultato | P  | P  | P  | N  | P  | V  | N  | V  | V  | N  | V  | N  | P  | V  | N  | N  | P  | N  | V  | V  | P  | V  | N  | V  | N  | V  | P  | N  | N  | N  | P  | N  | N  | V  | V  | V  | P  | V  |
| Posizione | 16 | 20 | 20 | 20 | 20 | 20 | 19 | 15 | 12 | 12 | 7  | 7  | 11 | 9  | 8  | 8  | 10 | 11 | 10 | 5  | 10 | 8  | 7  | 3  | 4  | 3  | 7  | 7  | 6  | 6  | 5  | 5  | 9  | 6  | 4  | 3  | 4  | 4  |

Fonte:  SERIE B 1977-1978 - MONZA, su calcio-seriea.net, calcio-seriea.net.
Legenda:

Luogo: C = Casa; T = Trasferta. Risultato: V = Vittoria; N = Pareggio; P = Sconfitta.

### Statistiche dei giocatori
| Giocatore      | Serie B  | Serie B | Serie B     | Serie B    | Coppa Italia | Coppa Italia | Coppa Italia | Coppa Italia | Totale   | Totale | Totale      | Totale     |
| Giocatore      | Presenze | Reti    | Ammonizioni | Espulsioni | Presenze     | Reti         | Ammonizioni  | Espulsioni   | Presenze | Reti   | Ammonizioni | Espulsioni |
| -------------- | -------- | ------- | ----------- | ---------- | ------------ | ------------ | ------------ | ------------ | -------- | ------ | ----------- | ---------- |
| R. Acanfora    | 11       | 1       | ?           | 0          | 6            | 2            | ?            | ?            | 17       | 3      | ?           | 0+         |
| A. Anquilletti | 32       | 0       | ?           | 0          | 6            | 0 (1)        | ?            | ?            | 38       | 0      | ?           | 0+         |
| R. Aliprandi   | -        | -       | -           | -          | 2            | 0            | ?            | ?            | 2        | 0      | 0+          | 0+         |
| G. Ardemagni   | 3        | 1       | ?           | 1          | 0            | 0            | 0            | 0            | 3        | 1      | 0+          | 1          |
| P. Beruatto    | 31       | 0       | ?           | 0          | 7            | 0            | ?            | ?            | 38       | 0      | ?           | 0+         |
| E. Blangero    | 21       | 2       | ?           | 0          | 6            | 1            | ?            | ?            | 27       | 3      | ?           | 0+         |
| M. Bracchi     | 3        | 0       | ?           | 0          | 4            | 0            | ?            | ?            | 7        | 0      | ?           | 0+         |
| D. Brivio      | -        | -       | -           | -          | -            | -            | -            | -            | -        | -      | -           | -          |
| F. Cerilli     | 4        | 0       | ?           | 0          | 4            | 0            | ?            | ?            | 8        | 0      | ?           | 0+         |
| A. Cantarutti  | 18       | 2       | ?           | 1          | 8            | 3            | ?            | ?            | 26       | 5      | ?           | 1+         |
| G. Colombo     | 1        | 0       | ?           | 0          | 0            | 0            | 0            | 0            | 1        | 0      | 0+          | 0          |
| W. De Vecchi   | 37       | 1       | ?           | 0          | 3            | 0            | ?            | ?            | 40       | 1      | ?           | 0+         |
| E. Gamba       | 20       | 0       | ?           | 0          | 7            | 0            | ?            | ?            | 27       | 0      | ?           | 0+         |
| D. Gorin       | 30       | 3       | ?           | 1          | 4            | 0            | ?            | ?            | 34       | 3      | ?           | 1+         |
| R. Incontri    | 3        | -3      | ?           | 0          | 7            | -9           | ?            | ?            | 10       | -12    | ?           | 0+         |
| M. Lainati     | -        | -       | -           | -          | 3            | 0            | ?            | ?            | 3        | 0      | 0+          | 0+         |
| E. Lanzi       | 27       | 0       | ?           | 0          | 9            | 0            | ?            | ?            | 36       | 0      | ?           | 0+         |
| G. Lorini      | 30       | 2       | ?           | 0          | 4            | 0            | ?            | ?            | 34       | 2      | ?           | 0+         |
| M. Ongaro      | 0        | 0       | 0           | 0          | 0            | 0            | 0            | 0            | 0        | 0      | 0           | 0          |
| G. Pallavicini | 8        | 3       | ?           | 0          | 4            | 0            | ?            | ?            | 12       | 3      | ?           | 0+         |
| F. Pulici      | 31       | -21     | ?           | 0          | 3            | -6           | ?            | ?            | 34       | -27    | ?           | 0+         |
| L. Reali       | 4        | -5      | ?           | 0          | 0            | -0           | ?            | ?            | 4        | -5     | ?           | 0+         |
| M. Ronco       | 0        | 0       | 0           | 0          | 3            | 0            | ?            | ?            | 3        | 0      | 0+          | 0+         |
| L. Sanseverino | 25       | 1       | ?           | 0          | 7            | 2            | ?            | ?            | 32       | 3      | ?           | 0+         |
| E. Scaini      | 28       | 5       | ?           | 0          | 9            | 1            | ?            | ?            | 37       | 6      | ?           | 0+         |
| M. Silva       | 34       | 15      | ?           | 0          | 6            | 1            | ?            | ?            | 40       | 16     | ?           | 0+         |
| G. Vincenzi    | 35       | 0 (2)   | ?           | 0          | 3            | 0            | ?            | ?            | 38       | 0      | ?           | 0+         |
| E. Vitali      | 1        | 0       | ?           | 0          | 0            | 0            | 0            | 0            | 1        | 0      | 0+          | 0          |
| G. Zandonà     | 14       | 0       | ?           | 0          | 8            | 0            | ?            | ?            | 22       | 0      | ?           | 0+         |